# Haemosporida
A Haemosporida (más néven Haemospororida) vörösvérsejtekben élő parazita Apicomplexa-klád.

## Történet
Danilewsky írta le 1885-ben. Korábbi morfológiai vizsgálatok szerint ivartalan mozgó állapotaiban nincs konoid, de 2021-ben Bertiaux et al. és Koreny et al. igazolták, hogy minden Apicomplexa-faj rendelkezik konoiddal, így a Plasmodium is.

## Rendszertan
Több mint 500 faj tartozik ide 4 családban (Garniidae, Haemoproteidae, Leucocytozoidae, Plasmodiidae). Ezek többsége 3 nemzetség (Haemoproteus, Leucocytozoon, Plasmodium) tagja.
A Haemoproteidae és a Plasmodiidae is termelnek hemozoint. Ezek a Laveraniina alrend tagjai. Egyikük se rendelkezik a perifériás vérben ivartalan ciklussal. A Garniidae nem termel hemozoint, de rendelkezik ivartalan ciklussal a vérben.
Részletes rendszertana:
- Garniidae[4]
  - Fallisia Lainson, Landau et Shaw 1974
    - Fallisia
    - Plasmodioides Gabaldon, Ulloa and Zerpa 1985

  - Garnia Lainson, Landau and Shaw 1971
  - Progarnia Lainson 1995
- Haemoproteidae
  - Johnsprentia Landau, Chavatte et Beveridge 2012
  - Haemocystidium Castellani and Willey 1904, emend. Telford 1996
  - Haemoproteus Kruse 1890
    - Haemoproteus
    - Parahaemoproteus Bennett et al 1965

  - Paleohaemoproteus Poinar and Telford 2005
  - Sprattiella Landau et al 2012 [5]
- Leucocytozoidae
  - Leucocytozoon Ziemann 1898 emend. Berestneff 1904, Sambon 1908
    - Akiba
    - Leucocytozoon
- Plasmodiidae
  - Bioccala Landau et al 1984
  - Biguetiella Landau et al 1984
  - Billbraya Paperna and Landau 1990
  - Dionisia Landau et al 1980
  - Hepatocystis Miller 1908
  - Mesnilium Misra, Haldar and Chakravarty 1972
  - Nycteria Garnham and Heisch 1953
  - Plasmodium Marchiafava et Celli 1885
    - Asiamoeba Telford 1988
    - Bennettinia Valkiūnas 1997
    - Carinamoeba Garnham 1966
    - Giovannolaia Corradetti, Garnham et Laird 1963
    - Haemamoeba Grassi et Feletti 1890
    - Huffia Garnham et Laird 1963
    - Lacertaemoba Telford 1988
    - Laverania Bray 1963
    - Novyella Corradetti, Garnham et Laird 1963
    - Nyssorhynchus Poinar 2005
    - Ophidiella Garnham 1966
    - Papernaia Landau et al 2010[6]
    - Paraplasmodium Telford 1988
    - Plasmodium Bray 1963 emend. Garnham 1964
    - Sauramoeba Garnham 1966
    - Vinckeia Garnham 1964

  - Polychromophilus Landau et al 1984
  - Rayella Dasgupta 1967
  - Saurocytozoon Lainson and Shaw 1969
  - †Vetufebrus Poinar 2011

### További lehetséges rokon nemzetségek
- Chelonplasma

Bár a Pirhemocytont korábban hüllő- és halfertőző Haemosporida-nemzetségnek tekintették, tagjai vírusfertőzés miatti intraeritrocitás inklúziós testeknek bizonyultak.

## Genetika
Legtöbb fajáról csak sejtszervecske-DNS-ek (mtDNS vagy ptDNS) és gyakran legfeljebb 1 sejtmagi lokusz érhető el.
A Plasmodium falciparum genomját 2002-ben szekvenálták.

## Filogenetika
Morrison 2009-ben a Haemosporidát a Gregarinasina részének mutatta ki, és hogy a klád a Piroplasmida kládtól különbözik. Ez utóbbi a Coccidia testvércsoportja.
A Plasmodium Galen et al. 2018-as kutatási eredményei szerint polifiletikus, megerősítve Schaer et al. 2013-as és Lutz et al. 2016-os kutatásait: a Haemosporida életciklusában annak két, rendszertanban gyakran használt jellemzője, a vérben lévő ivartalan szaporodás és a hemozointermelés többször jelentek és szűntek meg. Ez a virulencia és a gyógyszercélpontok terén egyaránt fontos.

## Fertőzhető fajok
A Mesnilium az egyetlen ismert halfertőző nemzetsége. Ennek 1 faja van, és csak egyszer írták le, azonban önálló nemzetségbe tévesen került. DNS-alapú kutatásoknak kell ezeket igazolniuk.
Több nemzetség (például Bioccala, Biguetiella, Dionisia, Hepatocystis, Plasmodium, Polychromophilus, Nycteria, Rayella) fertőz emlősöket.
A Hepatocystis, Plasmodium és Polychromophilus rovarvektorai a Ceratopogonidae, a Culicidae és a Nycteribiidae. A Nycteria és Rayella vektorai ismeretlenek. A Bioccala is használja a Nycteribiidae fajait rovarvektornak.
A Rayella feltehetően a Hepatocystisből alakulhatott ki.

## Életciklus
A zigóta konoidos ookinétaként mozgásra képes. Ostoros mikrogamétáit szkizogónia útján hozza létre, a sporozoiták az oociszta belsejében keletkeznek. Egyes fajai megalomeronta és más exoeritrocitás állapotok képzésével szervi károsodást okoznak.

## Ökológia
Parazita fajokból áll. Ezek gerincesekben és rovarokban egyaránt paraziták. 2 RNS-vírusa ismert, a MaRNAV-1 és a MaRNAV-2, melyek Plasmodium vivaxot, illetve több Leucocytozoon-fajt fertőznek.

## Jelentőség
A Haemosporida fajai számos fajban – emlősökben, madarakban egyaránt – okoznak maláriát és hasonló betegségeket. Ez különösen a nem a Haemosporidával egy élőhelyen élő fajok mortalitását növeli.

## Megelőzés

### Védőoltások
A P. falciparum ellen a retikulocita-kötő fehérje 5 (RH5) a legelőrehaladottabb oltásjelölt. Wang et al. 2024-es tanulmánya szerint az oltás hatékonyságát növelik a fertőzések ritka, de erős ártalmatlanító hatású antitestekkel, ezeket RH5-specifikus B-sejtek bocsátják ki.

### Biológiai kontroll
Külső DNS-sel a szúnyog élettartamának csökkentése vagy maláriával szembeni rezisztenciája növelése útján csökkenthető a malária terjedése. Például Gantz et al. 2015-ben az Anopheles stephensit úgy módosították, hogy ne legyen képes maláriaterjesztésre, és ezt a csoport utódainak is átadta.

## Kezelés
A Plasmodium berghei szúnyogok és egerek közti átadásában Stanway et al. 2019-ben 461 gént azonosítottak, lehetséges célpontokat kimutatva a Plasmodium falciparum-malária májban történő kezelésére. Kimutatták, hogy az N-acetil-glükózamin szintézise feltehetően szükséges a parazitafejlődéshez.
A P. falciparumot gyakran artemizininnel kezelik, de 2012-ben megjelent az artemizininrezistens P. falciparum (ARPF). Ez ellen és gyermekekben kis dózisú primakin használható.

## Fosszíliák
Két fosszilis nemzetsége ismert, a 100 millió éves borostyánba zárt szúnyogból ismert Paleohaemoproteus és a miocén Vetufebrus.

## Fordítás
Ez a szócikk részben vagy egészben  a   Haemosporida című angol Wikipédia-szócikk ezen változatának fordításán alapul.  Az eredeti cikk szerkesztőit annak laptörténete sorolja fel. Ez a jelzés csupán a megfogalmazás eredetét és a szerzői jogokat jelzi, nem szolgál a cikkben szereplő információk forrásmegjelöléseként.